# Andrei Codrescu
Andrei Codrescu (nume original: Andrei Perlmutter, n. 20 decembrie 1946, Sibiu, România) este un eseist, pedagog, poet și prozator american, originar din România.

## Biografie
S-a născut ca Andrei Perlmutter într-o familie evreiască din Sibiu.
Până la 13 ani, părinții nu i-au spus că este evreu iar în 1966, a emigrat în Israel împreună cu mama sa (Într-un interviu mai târziu, scriitorul a menționat că pentru a putea emigra s-a plătit din străinatate suma de 4.000 de dolari).
A debutat ca poet de limbă română iar după emigrarea în SUA (1966) s-a afirmat ca scriitor în limba engleză, publicând poezii, lucrări cu caracter memorialistic și eseuri. Este colaborator la National Public Radio. În 1989 s-a întors în țara natală ca să transmită Revoluția Română în direct pentru programul de știri ABC's Nightline (articolele sale au fost reluate în revista Dilema). A descris această experiență în cartea Gaura din steag (The Hole in the Flag) desemnată de suplimentul literar al ziarului New York Times drept Notable Book of the Year. Romanul său, Contesa sângeroasă (The Blood Countess) (Simon and Schuster, 1995), a devenit best seller în America de Nord. Un al doilea roman, Mesi@ a avut aceeași soartă. Volumul de versuri se numește Alien Candor: Selected Poems. 1970-1996 (Santa Rosa; Black Sparrow Press, 1996). Toate volumele au fost traduse în limba română.
A publicat în The Baltimore Sun, The Chicago Tribune, Playboy Magazine și The New York Times.
Predă cursuri de creative writing la Louisiana State University în Baton Rouge, Louisiana, și editează revista de avangardă poetică Exquisite Corpse: A Journal of Letters and Life. Locuiește în New Orleans. Este căsătorit și are doi fii.

## Opera poetică
Este autorul următoarelor volume de poezie:
- Comrade Past and Mister Present (Tovarășul Trecut și Domnul Prezent), 1991,
- Belligerence (Beligeranță), 1993,
- Alien Candor: Selected Poems (Candoare străină, poeme alese, 1970 - 1995), 1996.

## Volume de eseuri
A publicat următoarele volume de eseuri:
- The Life and Times of an Involuntary Genius (1975),
- In America's Shoes (1983),
- A Craving for Swan (1986),
- Raised by Puppets Only to Be Killed by Research (1989),
- The Disappearance of the Outside: a Manifesto for Escape (1990),
- The Hole in the Flag: A Romanian's Exile Story of Return and Revolution (1991),
- The Muse Is Always Half-Dressed in New Orleans (1995; 1996),
- Zombification: Essays from NPR (1995; 1996),
- The Dog with the Chip in His Neck: Essays from NPR & Elsewhere (1996),
- Hail Babylon! Looking for the American City at the End of the Millenium (1998),
- The Devil Never Sleeps & Other Essays (2000),
- An Involuntary Genius in America's Shoes: (And What Happened Afterwards) (2001),
- Ay, Cuba! A Socio-Erotic Journey, cu fotografii de David Graham (2001)[8]
- The Posthuman Dada Guide - Tzara & Lenin Play Chess (2009).
- Candoarea străină, București, Editura Fundației Culturale Române, 1997.

## Romane și povestiri
A publicat, de asemenea, volumul de proză scurtă Monsieur Teste in America & Other Instances of Realism (1987) și romanele:
- The Repentance of 1994,
- The Blood Countess (Contesa sângeroasă, 1995; 1996),
- Messiah(Mesi@) (1999),
- A Bar in Brooklyn: Novellas & Stories, 1970-1978 (1999),
- Wakefield (2004), traducere românească 2006.

## Antologator
A realizat antologiile: American Poetry Since 1970: Up Late (1988), The Stiffest of the Corpse: An Exquisite Corpse Reader, 1983-1990 (1990), American Poets Say Goodbye to the 20th Century (1996), Thus Spoke the Corpse: An Exquisite Corpse Reader 1988-1998. Volume One, Poetry and Essays (1999). A scris scenariul și a jucat în filmul autobiografic The Road Scholar (regizat de Roger Weisberg, 1994).
A alcătuit și a tradus în limba engleză volumul At the Court of Yearning: Poems by Lucian Blaga (La curțile dorului, poeme de Lucian Blaga), Ohio State University Press, 1989.

## Cărți traduse în limba română
În limba română a publicat volumul de proză scurtă: Domnul Teste în America (1993), antologia bilingvă de poezie Alien Candor / Candoare străină. Poeme alese 1970-1996 (1997), Prințesa sângeroasă (1999), Mesi@ (1999, 2006), Casanova in Boemia (2005) și Scrisori din New Orleans (2006).

## Premii și distinctii
A obținut următoarele premii:
- National Endowment for the Arts Fellowship;
- Premiul pentru poezie Big Table; premiul pentru literatură acordat de Towson State University;
- Premiul ACLU Freedom of Speech (1995); premiul Mayor's Arts (New Orleans, 1996);
- Premiul pentru literatură al Fundației Culturale Române (București, 1996).

Este inclus în enciclopedia Români în știința și cultura occidentală (Academia Româno-Americană de Arte și Științe, Davis, 1992) și în Contemporary Authors, Autobiografic Series.